# Compagnie départementale d'intervention
 (juin 2014).
Si vous disposez d'ouvrages ou d'articles de référence ou si vous connaissez des sites web de qualité traitant du thème abordé ici, merci de compléter l'article en donnant les références utiles à sa vérifiabilité et en les liant à la section « Notes et références ».
Pour les articles homonymes, voir CDI.

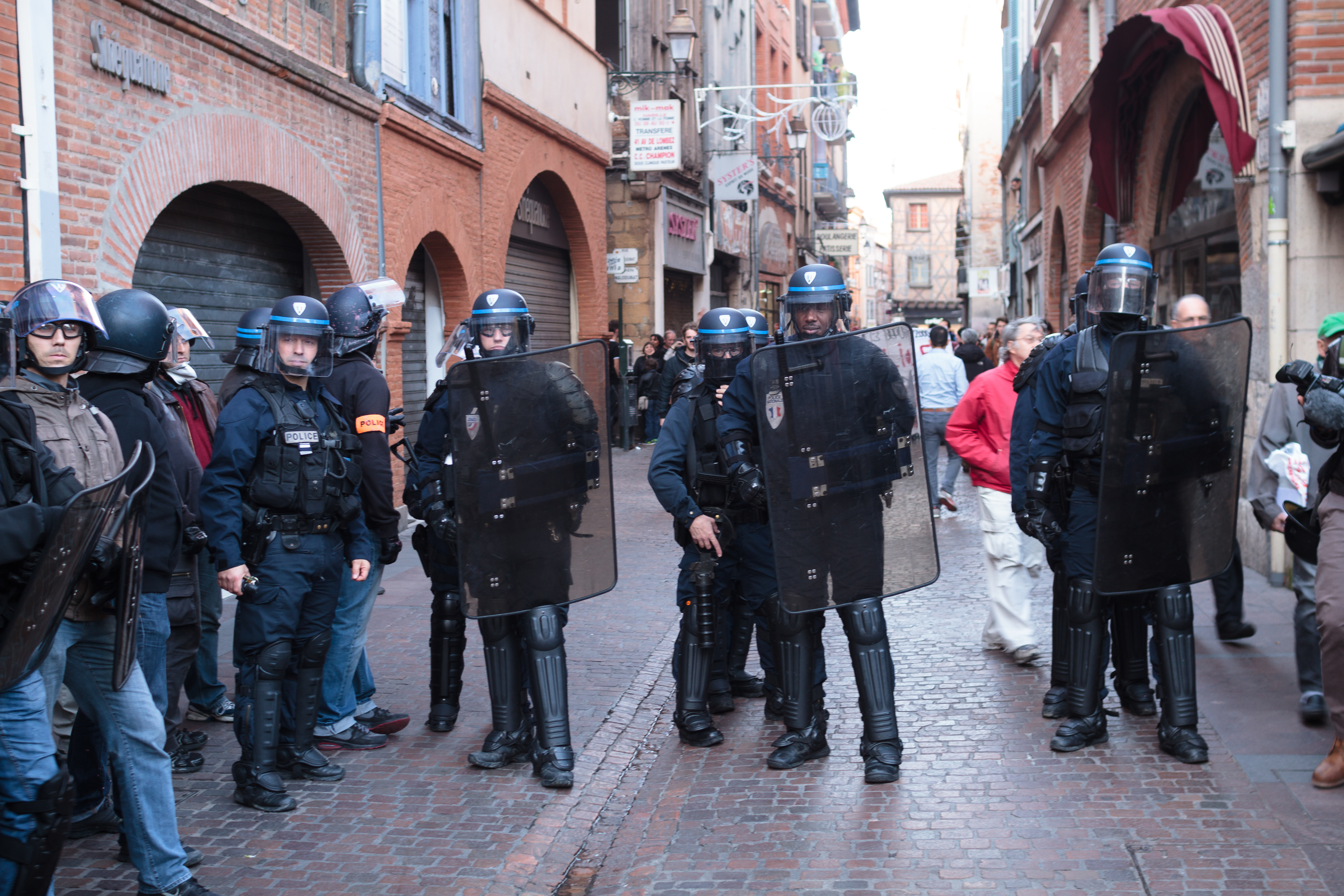
Membres d'une compagnie d'intervention en 2014 à Toulouse

Une Compagnie Départementale d'Intervention (CDI), une Compagnie de sécurisation et d'intervention (CSI), ou Section Départementale d'Intervention/Section d'Intervention Départementale/Section d'Intervention (SDI ou SID ou SI), sont des services spécialisés départementaux de police, et font partie de la Police nationale française précisément de la Direction centrale de la sécurité publique. Pour Paris, il
existe les compagnies d'intervention (CI) faisant partie de la Direction de l'Ordre Public et de la Circulation (DOPC).
Ils font entre autres des missions de service général, police secours, soutien, sécurisation lors des visites officielles, prévention et répression routière, contrôles maintien de l'ordre, interpellation ou perquisition domiciliaire en soutien des OPJ et intervention lors des tueries de masses.

## Missions
(mai 2016).

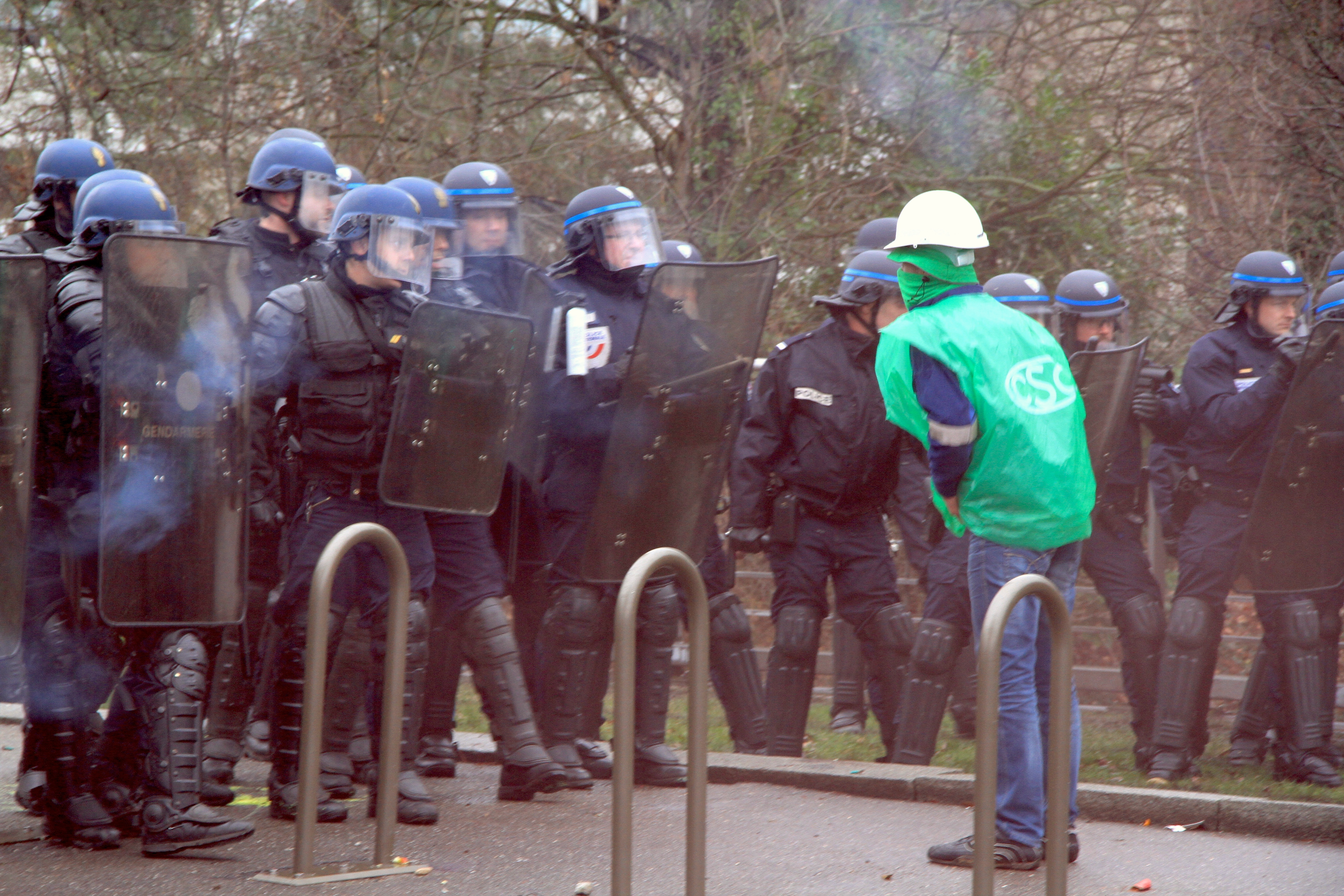
A droite, des fonctionnaires de la CSI-67 en manifestation, aux côtés de gendarmes mobiles à gauche. Les deux se distinguant notamment par leurs casques et équipements.

Les missions d'une compagnie ou d'une section départementale d'intervention (CDI) sont :
- Renfort aux policiers locaux comme (dans les différents districts et circonscriptions de sécurité publique du département) les policiers de quartiers, BAC locale, BAC départementale.
- Intervention et maintien de l'ordre en cas de violences urbaines ou d'émeutes et le rétablissement de l'ordre public. La tenue de maintien de l'ordre est quasi identique à celle des Compagnies républicaines de sécurité (CRS) aux différences près que le casque comporte une bande bleu roi (alors que celle-ci est jaune pour les CRS), et que l'écusson de poitrine est celui de la Police nationale (tandis que celui des CRS est spécifique).
- Effectuer des missions de sécurisation dans les quartiers sensibles.
- Assistance aux OPJ lors des interpellations domiciliaire.
- L'ordre public ne se limite pas au maintien de l'ordre. Il s'étend aux services d'ordre et de sécurité mis en place à l'occasion d'un déplacement de personnalités (Président de la République ou ministre), d'un grand événement (sommet de chefs d'État), d'un rassemblement de foule (spectacles ou manifestations sportives) ou de conflits sociaux (manifestations).
- Intervention de niveau 2 lors d'attaque terroriste.

Les six compagnies d'intervention de la DOPC (plus une compagnie d'intervention de nuit), sont spécialisées dans le maintien de l'ordre et le rétablissement de l'ordre (encadrement de manifestations, émeutes, etc), ainsi que le renfort aux autres unités pour la protection des palais nationaux et la sécurisation d'évènements divers. Chaque compagnie est constitué d'une ULI2R (Unité Légère d'Intervention et de Réaction Rapide), chargée en temps normal des mêmes missions que le reste de la compagnie mais susceptible d'être engagée en priorité sur des missions dangereuses, et de servir de primo-intervenant en cas d'attaque terroriste avant l'arrivée des unités spécialisées.

## Localisation

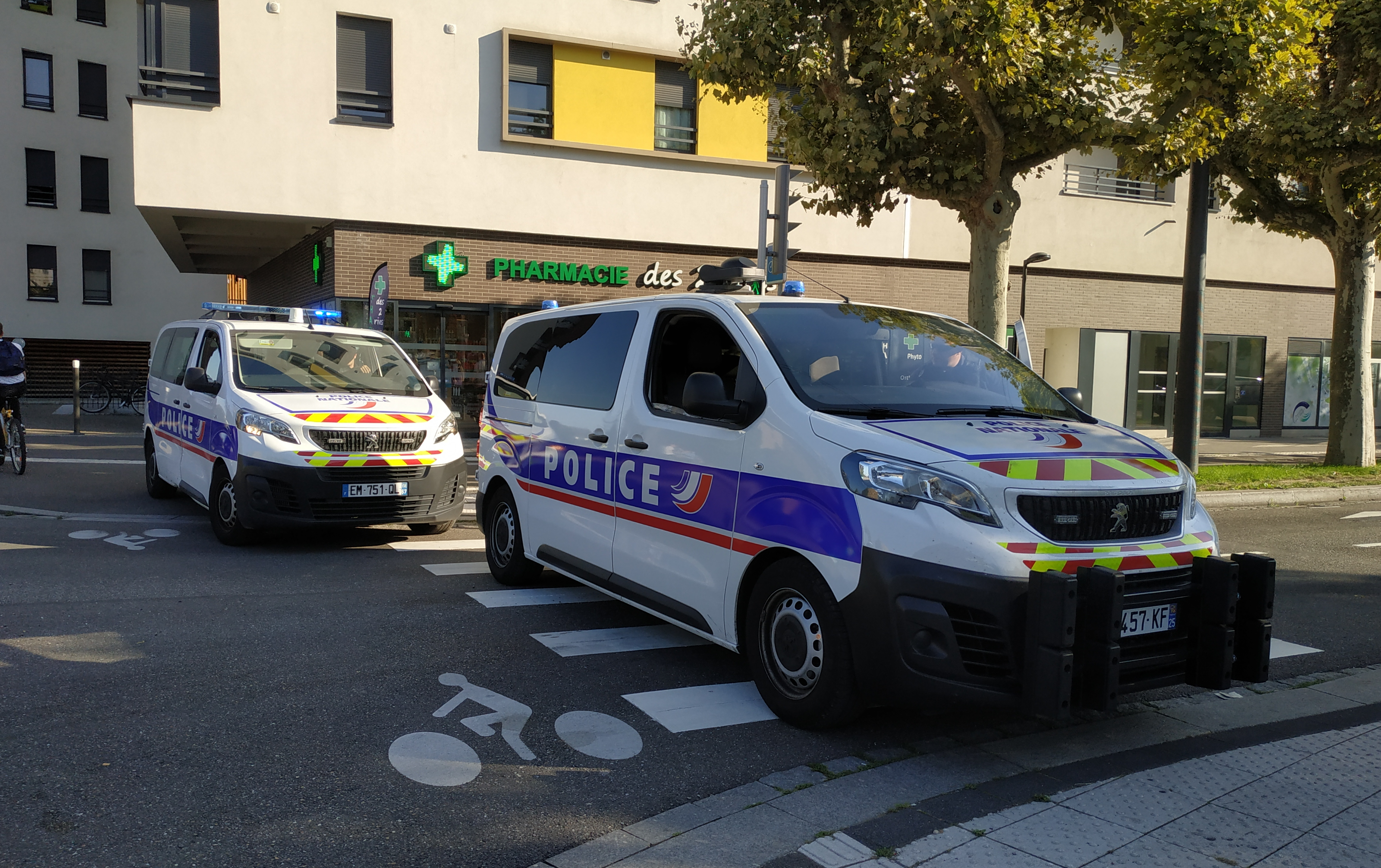
Au premier plan, un véhicule utilisé par les compagnies départementales d'intervention, se distinguant par ses équipements du véhicule police secours au second plan

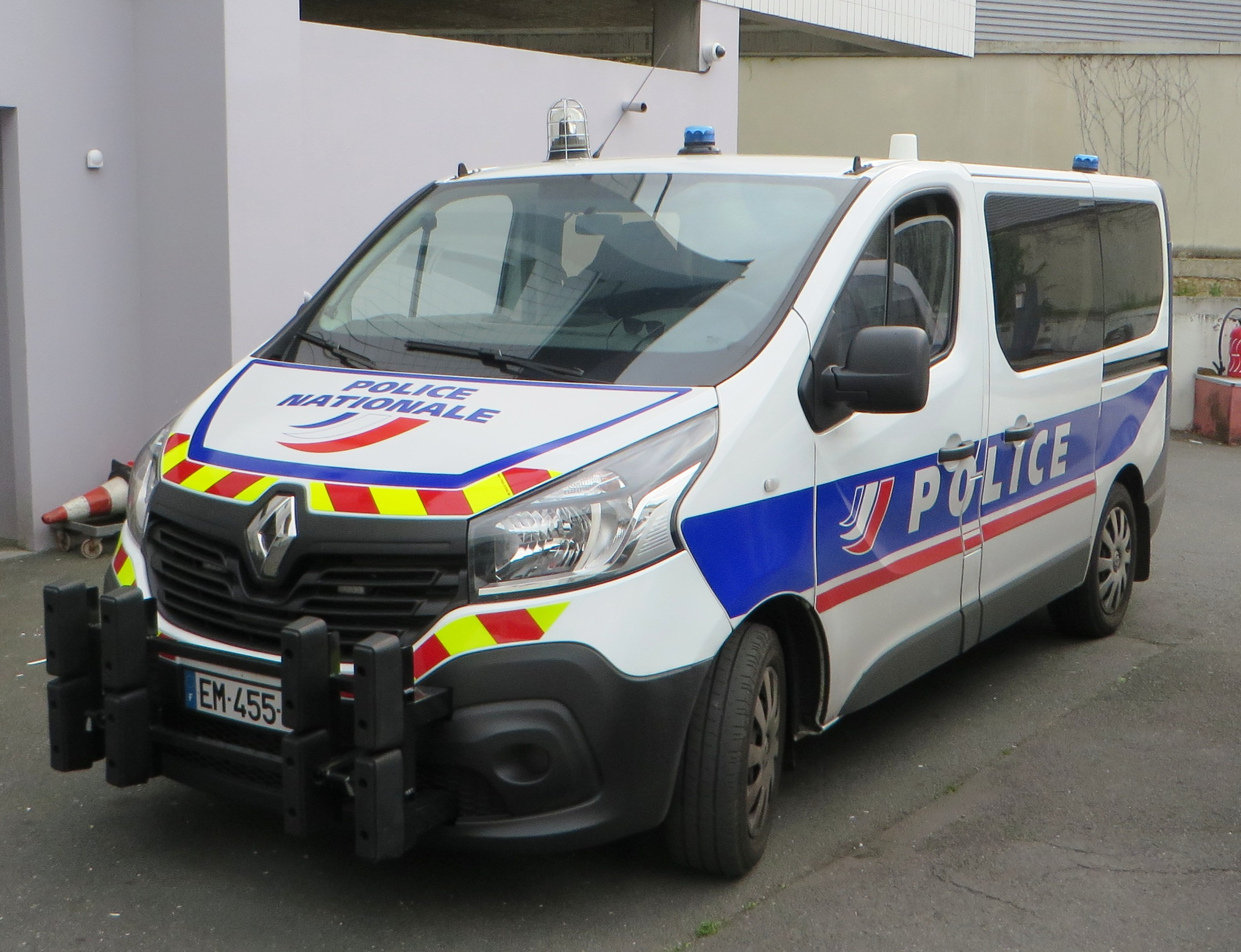
Renault Trafic de 2016 communément utilisé par les compagnies.

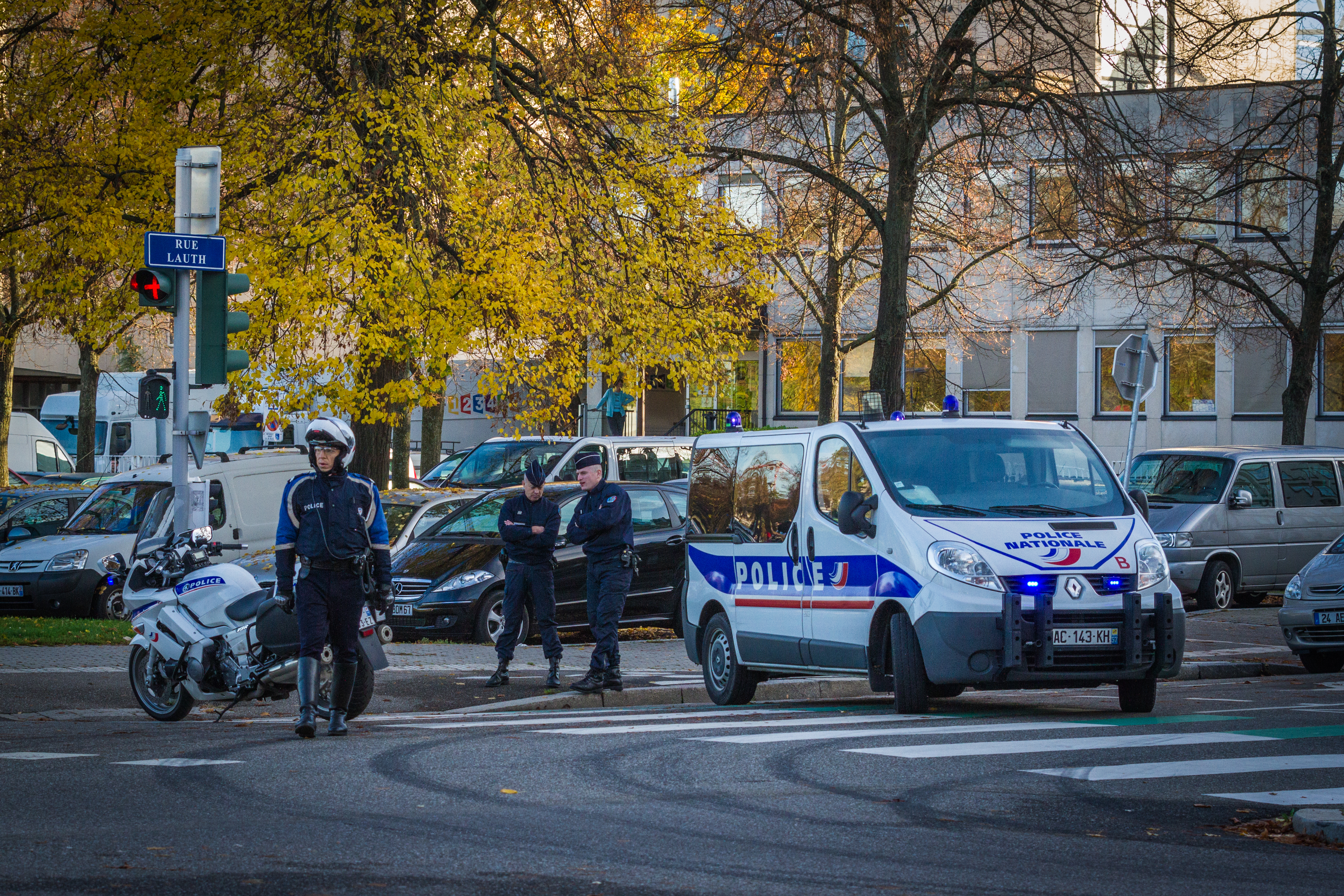
Renault Trafic de la CSI-67

Compagnies dépendant de la direction centrale de la police nationale :
- CDI-06 (Nice, Alpes-Maritimes)
- GDSI-11 (Aude)
- SI-2A (Ajaccio, Corse-du-Sud)
- CDI-13 (Marseille, Bouches-du-Rhône)
- SI-14 (Caen, Calvados)
- GDI-17 (La Rochelle, Charente-Maritime)
- GDI-25 (Besançon, Doubs)
- SDI-27 (Evreux, Eure)
- SDI-29 (Quimper-Brest, Finistère)
- SI-30 (Nîmes, Gard)
- CDI-31 (Toulouse, Haute-Garonne)
- CDI-33 (Bordeaux, Gironde)
- CDI-34 (Montpellier, Hérault)
- CDI-35 (Rennes, Ille-et-Vilaine)
- SI-37 (Tours, Indre-et-Loire)
- CI-38 (Grenoble, Isère)
- SI-42 (Saint-Étienne, Loire)
- CDI-44 (Nantes, Loire-Atlantique)
- SI-45 (Orléans)
- SI-49  (Angers)
- SI-51 (Reims, Marne)
- SI-54 (Nancy, Meurthe-et-Moselle)
- SI-57 (Metz, Moselle)
- CDI-59 (Lille, Nord)
- CDI-62 (Coquelles - Carvin, Pas-de-Calais)
- SI-63 (Clermont-Ferrand, Puy-de-Dôme)
- SID-64 (Bayonne, Pyrénées-Atlantiques)
- SI-66 (Perpignan, Pyrénées-Orientales)
- CSI-67 (Strasbourg, Bas-Rhin)
- SDI-68 (Mulhouse, Haut-Rhin)
- CDI-69 (Lyon, Rhône)
- SI-72 (Le Mans, Sarthe)
- GDI-73 (Hauts-de-Chambéry, Savoie)
- CSI-75 est basée caserne Bessières dans le 17e avec la 11e CI, 12e CI (DOPC) et la BAC 75N.
- CDI-76 (Rouen-Le Havre, Seine-Maritime)
- CDI-77 (Meaux (Base nord) et Vaux-le-Penil (base sud), Seine-et-Marne)
- CSI-78 (Limay, Yvelines)
- SI-80 (Amiens, Somme)
- CI-83 (Toulon, Var)
- SDI-91/CS-91 (Évry et Grigny, Essonne)
- CSI-92 (Nanterre, Hauts-de-Seine)
- CSI-93 (Aulnay-sous-Bois, Seine-Saint-Denis)
- CSI-94 (Créteil, Val-de-Marne)
- CDI-95/CS95 (Montmorency et Cergy, Val-d'Oise)
- CDI-971 (Pointe-à-Pitre, Guadeloupe)
- CDI-972 (Fort-de-France, Martinique)
- CDI-973 (Cayenne, Guyane)
- CDI-974 (Saint-Denis (La Réunion))

À Paris, il existe le Service du Groupement des Compagnies d'Intervention (SGCI) composés de 3 groupes de compagnies composés chacun de 2 CI sous l'autorité de la DOPC et dépendant uniquement de la préfecture de police. 
- 11e CI basée caserne Bessières (boulevard éponyme) dans le 17e arrondissement.
- 12e CI basée au même endroit.
- 21e CI 1bis avenue de la porte de la Villette, dans le 19e arrondissement (où se trouve le garage nord de la préfecture de police)
- 22e CI basée dans le 12e arrondissement
- 31e CI basée avenue de l'école de Joinville dans le 12e arrondissement
- 32e CI basée 112-116 avenue du Maine dans le 14e arrondissement
- 23e CI de nuit basée avenue de l'école de Joinville dans le 12e arrondissement

Les CDI de la petite couronne parisienne avec la nouvelle direction de police à Paris deviennent des Compagnies de sécurisation et d'intervention sous l'autorité de la Sous-Direction des Services Spécialisés (SDSS) de la DSPAP.